# Бубново Первое
Бубново Первое (укр. Бубнове Перше), село, 
Самойловский сельский совет,
Близнюковский район,
Харьковская область.
Код КОАТУУ — 6320685502. Население по переписи 2001 г. составляет 3 (2/1 м/ж) человека.

## Географическое положение
Село Бубново Первое примыкает к селу Новопавловка, в 4-х км село и железнодорожная станция Самойловка.

## История
- 1825 - дата основания.

## Транспорт
Расстояние до железной дороги 4 км, ближайшая железнодорожная станция Самойловка.

## Экономика
- В селе есть молочно-товарная ферма, общая для сёл Бубново Первое, Новопавловка и Верхневодяное.